# Lijst van keizers van Vietnam
Dit is een lijst met de keizers (Ly-, Le- en Nguyen-dynastieën) van het keizerrijk Dai Viet Quoc (naam erkend door de Chinese keizer) in het hedendaagse Vietnam. Later werd de naam veranderd in 1804 in Viet Nam Quoc (naam erkend door de Chinese keizer) en op 15 februari 1839 in Dai Nam Quoc (naam niet erkend door de Chinese keizer). Het keizerrijk was een vazal van China en de keizers hadden in Chinese traditie meerdere namen. Aan het hof werd de keizer overigens gewoon de koning van Annam genoemd. In het westen worden de keizers vaak alleen bij de heerschappijnaam (nien hieu) genoemd. Bijvoorbeeld keizer Nguyen Phuoc Vinh Thuy, die we in het westen beter kennen onder de naam: Bảo Đại. Deze heerschappijnaam werd vaak opgedragen tijdens de heerschappij van de keizers zelf. Sommige keizers hebben ook meerdere heerschappijnamen. In deze lijst staat de keizer vermeld onder zijn nien hieu, de andere namen (eigennaam, tempelnaam etc.) staan vermeld bij de artikelen over de keizers zelf. Voor de volledigheid zijn ook de namen van de Tay Son-periode-heersers vermeld

## Ly-dynastie
De naam van het rijk: Dai Viet Quoc (groot Viet land/rijk) 

Ly Bon
Ly Thuong Kiet
Ly Thanh Thong
Trinh Trang

## Le-dynastie
3 augustus 1675 - mei 1705 keizer Chinh Hoa 

22 mei 1705 - april 1729 keizer Bao Thai 

april 1729 - september 1732 keizer Vinh Khanh 

september 1729 - 7 mei 1735 keizer Long Duc 

mei 1735 - juni 1740 keizer Vinh Huu 

## Tay Son
Vanaf 1772 start de periode van de Tay Son-rebellie en zijn er soms meerdere keizers tegelijkertijd.
| Tay Son-dynastie | Tay Son-dynastie  | Tay Son-dynastie                                   |
| --- | ----------------- | -------------------------------------------------- |
| juni 1740 | 10 augustus 1786  | keizer Canh Hung                                   |
| 1767 | 1769              | keizer Le Duy Mat (opstand tegen keizer Canh Hung) |
| augustus 1786 | 30 januari 1789   | keizer Chieu Tong                                  |
| Op 22 december 1788 verklaart een van de broers van de Tay Son-heersers, Quang Trung, dat de Le-dynastie uitgestorven is en neemt de keizerlijke titel aan. |                   |                                                    |
| 1789 | 1790              | Le Duy Chi in rebellie tegen de Tay Son heersers   |
| Tay Son-heersers met de titel Vuong (koning) vanaf 1778 en Trung Uong Hoang De (Hoang De = keizer) vanaf juni 1787                                          |                   |                                                    |
| 1776 | oktober 1793      | koning/keizer Thai Duc                             |
| Tay Son-heersers met de titel Dai Viet Hoang De (Hoang De = keizer)                                                                                         |                   |                                                    |
| 22 december 1788 | 15 september 1792 | keizer Quang Trung                                 |
| 1792 | 1795              | regent Bui Doc Tuyen voor keizer Bao Hung          |
| 15 september 1792 | juli 1802         | keizer Bao Hung                                    |

In 1804 verandert de naam van het land in Viet Nam Quoc (Viet zuid land/rijk)

## Nguyen-dynastie
Het begin van de Nguyen-dynastie: (zie ook de Trinh-heersers en Nguyen-heersers)
| Nguyen-dynastie                                                                            | Nguyen-dynastie  | Nguyen-dynastie   |
| ------------------------------------------------------------------------------------------ | ---------------- | ----------------- |
| 31 mei 1802                                                                                | 3 februari 1820  | keizer Gia Long   |
| 14 februari 1820                                                                           | 20 januari 1841  | keizer Minh Mang  |
| Op 15 februari 1839 verandert de naam van het land in Dai Nam Quoc (groot zuid land/rijk). |                  |                   |
| 11 februari 1841                                                                           | 4 november 1847  | keizer Thieu Tri  |
| 10 november 1847                                                                           | 19 juli 1883     | keizer Tu Duc     |
| 20 juli 1883                                                                               | 23 juli 1883     | keizer Duc Duc    |
| 30 juli 1883                                                                               | 29 november 1883 | keizer Hiep Hoa   |
| 2 december 1883                                                                            | 31 juli 1884     | keizer Kien Phuoc |
| 2 augustus 1884                                                                            | 5 juli 1885      | keizer Ham Nghi   |
| 19 september 1885                                                                          | 28 januari 1889  | keizer Dong Khanh |
| 1 februari 1889                                                                            | 3 september 1907 | keizer Thanh Tai  |
| 5 september 1907                                                                           | 3 mei 1916       | keizer Duy Tan    |
| 18 mei 1916                                                                                | 6 november 1925  | keizer Khải Định  |
| 8 januari 1926                                                                             | 30 augustus 1945 | keizer Bảo Đại    |